# Соскін Олег Ігорович
Оле́г І́горович Со́скін (нар. 30 квітня 1954, Київ) — український економіст, політолог, громадський та політичний діяч, директор недержавної фундації — Інституту трансформації суспільства, голова Української Національної Консервативної партії.

## Біографія
Народився в Києві в робітничій сім'ї. Після проходження строкової служби вступив на економічний факультет Київського університету (1975—1980), отримав диплом з відзнакою. З 1980 по 1984 роки навчався у аспірантурі того ж університету. Захистив кандидатську дисертацію на тему «Роль експортного сектору економіки у відтворювальному процесі держав, що розвиваються (на основі матеріалів країн-експортерів нафти)». У 1983—1988 викладав на економічному факультеті Київського держуніверситету. У 1988—1990 роках викладав в Вищій партійній школі ЦК КПУ (нині Інститут політології та соціального управління), старший викладач, доцент кафедри міжнародних відносин.
У 1990—1992 обіймав посаду виконавчого директора Українського інституту ринкових відносин — Центр «Ринок». У 1992—1993 обіймав посаду старшого консультанта Президента України з питань підприємництва та зовнішньоекономічної діяльності, радник прем'єр-міністра з макроекономічних питань. У 1993—1996 був заступником директора з науки Інституту світової економіки і міжнародних відносин НАН України. З квітня 1996 року голова Української національної консервативної партії. З жовтня 1998 р. по лютий 2000 р. — радник Президента України з економічних питань. З 2006 року — професор кафедри міжнародної економіки та підприємництва Національної академії управління.
Автор понад 350 наукових статей, глав у монографіях. Результати досліджень використовуються в роботі законодавчих та виконавчих органів влади всіх рівнів. Шеф-редактор та видавець наукового журналу «Економічний часопис-XXI».
Вів вебпортал, на якому подавалися аналітичні матеріали, коментарі і новини про те, що відбувається в економічному та політичному житті України сьогодні і що її чекає в майбутньому.

## Політична позиція
На початку 2000-х років — активний прихильник вступу України в НАТО, євроінтеграції.
Керівник проекту «Мій вибір — НАТО». Заступник голови Координаційної Ради Громадської ліги Україна — НАТО.
Після революції 2004 р. займає дедалі критичнішу позицію щодо дій української влади.

### Збройна агресія проти України
Після початку збройної агресії проти України 2022 р. точку зору Соскіна з його Youtube-каналу часто публікують ЗМІ країни-агресора; у своїх висловлюваннях Соскін часто заявляє про неминучі катастрофи та проблеми України.
Соскін перебуває в опозиції до Зеленського, але при цьому засуджує російську агресію.
18 жовтня 2023 року став одним з перших медійних осіб, хто обгрунтував необхідність удару по Курській області. Заявив наступне:
"Чего нам туда, в Крым, лезть? А, вот, геополитический смысл, скажем, Брянщины я понимаю, Курска я понимаю, Ростова понимаю. Это я понимаю, в чем геополитический смысл. Если взять под контроль Курчатов или Белгород, зайти в Белгород и, как говорится, там поселиться – это я понимаю".
9 липня 2024 року саме Соскін вперше заявив відкрито про те, що на фоні активізації російських військ на Донбасі, українським військам треба йти в наступ на Курську область, до Курчатова, тому що звідти було знято всі бойові російські підрозділи, і ця територія дуже мало захищена. .
Далі, в кількох відео він же повторив цю тезу більш детально та аргументовано.

## Наукові книги
- Брендинг міст: досвід країн Вишеградської групи для України / за заг. ред. О. І. Соскіна. — К.: Вид-во «Інститут трансформації суспільства», 2011. — 80 с.
- Вступ до НАТО — стратегічний вибір України за заг. ред. О. І. Соскіна. — К.: Вид-во «Інститут трансформації суспільства», 2008. — 192 с.
- Шляхи впровадження інноваційно-інвестиційної моделі розвитку в українських містах / за заг. ред. О. І. Соскіна. — К.: Вид-во «Інститут трансформації суспільства», 2008. — 64 с.
- ЄС і місцеве самоврядування: досвід вишеградських міст та українська перспектива: науково-методичний посібник / за заг. ред. О. І. Соскіна. — К.: Вид-во «Інститут суспільної трансформації», 2008. — 56 с.
- Партнерство заради безпеки: досвід країн НАТО та українська перспектива / за заг. ред. О. І. Соскіна. — К.: Вид-во «ІТС», 2007. — 336 с.
- Народний капіталізм: економічна модель для України: монографія / О. І. Соскін. — К.: Вид-во «ІТС», 2014. — 396 с.